# Llista de topònims de Ribes de Freser
Llista de topònims (noms propis de lloc) del municipi de Ribes de Freser, al Ripollès
Informació actualitzada per un bot. Els canvis manuals es perdran quan s'actualitzi!

## arbre singular
| imatge | Nom                | Ubicat a        | instància de   | Detalls                                                                               | coordenades                                                             | Protecció        | Commons (més fotos) | Dades a WD                    |
| ------ | ------------------ | --------------- | -------------- | ------------------------------------------------------------------------------------- | ----------------------------------------------------------------------- | ---------------- | ------------------- | ----------------------------- |
|        | grèvol de Ventolà  | Ribes de Freser | arbre singular | Taxon: grèvol (Ilex aquifolium) Ample: 8.5m Alt: 11m                                  | 42° 19′ 04″ N, 2° 08′ 09″ E / 42.31781°N,2.13595°E Ventolà 1433 msnm    | arbre monumental | Grèvol de Ventolà   | Modifica les dades a Wikidata |
|        | roure de Perramon  | Ribes de Freser | arbre singular | Taxon: roure martinenc (Quercus pubescens) Ample: 15.3m Alt: 19m Perímetre: 4.7m      | 42° 16′ 29″ N, 2° 10′ 14″ E / 42.2748°N,2.17059°E ca:Perramon 987 msnm  | arbre monumental | Roure de Perramon   | Modifica les dades a Wikidata |
|        | roure de Vilardell | Ribes de Freser | arbre singular | Taxon: roure de fulla gran (Quercus petraea) Ample: 22.9m Alt: 19.5m Perímetre: 5.45m | 42° 20′ 12″ N, 2° 10′ 29″ E / 42.3366°N,2.1748°E ca:Vilardell 1132 msnm | arbre monumental | Roure de Vilardell  | Modifica les dades a Wikidata |

## casa
| imatge | Nom                                         | Ubicat a        | instància de | Detalls                                                  | coordenades                                                                           | Protecció                                  | Commons (més fotos)                         | Dades a WD                    |
| ------ | ------------------------------------------- | --------------- | ------------ | -------------------------------------------------------- | ------------------------------------------------------------------------------------- | ------------------------------------------ | ------------------------------------------- | ----------------------------- |
|        | Casa Campaña                                | Ribes de Freser | casa         | Estil: racionalisme arquitectònic                        |                                                                                       | bé integrant del patrimoni cultural català |                                             | Modifica les dades a Wikidata |
|        | Casa Pamias                                 | Ribes de Freser | casa         | Estil: arquitectura modernista                           | 42° 18′ 15″ N, 2° 10′ 01″ E / 42.304164°N,2.16696°E ca:Carretera de Barcelona, km 120 | bé cultural d'interès local                | Casa Pamias (Ribes de Freser)               | Modifica les dades a Wikidata |
|        | Casa Xampeny                                | Ribes de Freser | casa         | Estil: racionalisme arquitectònic                        |                                                                                       | bé cultural d'interès local                |                                             | Modifica les dades a Wikidata |
|        | Casa al passeig Guimerà                     | Ribes de Freser | casa         | Estil: noucentisme Estat: enderrocat o destruït          |                                                                                       | bé integrant del patrimoni cultural català |                                             | Modifica les dades a Wikidata |
|        | Habitatges per a obrers de la Fàbrica Saida | Ribes de Freser | casa         | Estil: racionalisme arquitectònic                        | 42° 18′ 39″ N, 2° 10′ 12″ E / 42.310714°N,2.169877°E 930 msnm                         | bé integrant del patrimoni cultural català | Habitatges per a obrers de la Fàbrica Saida | Modifica les dades a Wikidata |
|        | Xalet Gouzy                                 | Ribes de Freser | casa         | Estil: arquitectura popular Estat: enderrocat o destruït |                                                                                       | bé integrant del patrimoni cultural català |                                             | Modifica les dades a Wikidata |
|        | Xalet Sau I                                 | Ribes de Freser | casa         | Estil: noucentisme                                       | 42° 18′ 18″ N, 2° 10′ 05″ E / 42.305019°N,2.168114°E 906 msnm                         | bé cultural d'interès local                | Xalet Sau I                                 | Modifica les dades a Wikidata |
|        | Xalet Sau II                                | Ribes de Freser | casa         | Estil: noucentisme                                       | 42° 18′ 17″ N, 2° 10′ 05″ E / 42.304756°N,2.167959°E 905 msnm                         | bé cultural d'interès local                | Xalet Sau II                                | Modifica les dades a Wikidata |
|        | Xalets Sau                                  | Ribes de Freser | casa         | Estil: noucentisme                                       | 42° 18′ 18″ N, 2° 10′ 05″ E / 42.305019°N,2.168114°E                                  |                                            | Xalets Sau                                  | Modifica les dades a Wikidata |
|        | casa al carrer Núria, 2                     | Ribes de Freser | casa         | Estil: noucentisme                                       | 42° 18′ 27″ N, 2° 10′ 13″ E / 42.307622°N,2.170297°E                                  | bé cultural d'interès local                | Casa al carrer Núria, 2                     | Modifica les dades a Wikidata |

## castell
| imatge | Nom                        | Ubicat a        | instància de | Detalls                     | coordenades                                            | Protecció                                            | Commons (més fotos)        | Dades a WD                    |
| ------ | -------------------------- | --------------- | ------------ | --------------------------- | ------------------------------------------------------ | ---------------------------------------------------- | -------------------------- | ----------------------------- |
|        | Castell de Ribes de Freser | Ribes de Freser | castell      | Estil: arquitectura popular | 42° 18′ 35″ N, 2° 10′ 18″ E / 42.3098556°N,2.1717694°E | bé d'interès cultural bé cultural d'interès nacional | Castell de Ribes de Freser | Modifica les dades a Wikidata |
|        | Castell de Segura          | Ribes de Freser | castell      | Estil: arquitectura popular | 42° 18′ 41″ N, 2° 10′ 07″ E / 42.311425°N,2.168556°E   | bé d'interès cultural bé cultural d'interès nacional |                            | Modifica les dades a Wikidata |

## curs d'aigua
| imatge | Nom          | Ubicat a                                 | instància de | Detalls                                      | coordenades | Protecció | Commons (més fotos) | Dades a WD                    |
| ------ | ------------ | ---------------------------------------- | ------------ | -------------------------------------------- | --- | --------- | ------------------- | ----------------------------- |
|        | Rigard       | Toses Planoles Ribes de Freser Campelles | curs d'aigua | Desemboca: el Freser Llarg: 25km             | 42° 19′ 11″ N, 2° 00′ 20″ E / 42.319828°N,2.005452°E 42° 18′ 17″ N, 2° 10′ 02″ E / 42.304861°N,2.167283°E       |           | Rigard River        | Modifica les dades a Wikidata |
|        | el Freser    | Ripollès                                 | curs d'aigua | Desemboca: Ter Llarg: 32km                   | 42° 24′ 05″ N, 2° 13′ 47″ E / 42.401256°N,2.229642°E 42° 12′ 14″ N, 2° 10′ 39″ E / 42.20379°N,2.1774°E 702 msnm |           | Freser River        | Modifica les dades a Wikidata |
|        | riu Segadell | Pardines Ribes de Freser                 | curs d'aigua | Desemboca: el Freser Llarg: 8km Conca: 50km² | 42° 17′ 57″ N, 2° 16′ 18″ E / 42.299173°N,2.271583°E 42° 18′ 25″ N, 2° 10′ 13″ E / 42.306928°N,2.170352°E       |           | Segadell River      | Modifica les dades a Wikidata |

## edifici
| imatge | Nom                                     | Ubicat a        | instància de            | Detalls                                                      | coordenades                                                   | Protecció                                  | Commons (més fotos)                     | Dades a WD                    |
| ------ | --------------------------------------- | --------------- | ----------------------- | ------------------------------------------------------------ | ------------------------------------------------------------- | ------------------------------------------ | --------------------------------------- | ----------------------------- |
|        | Balneari Parramon                       | Ribes de Freser | edifici                 | Estil: arquitectura neoclàssica Estat: enderrocat o destruït | 42° 16′ 04″ N, 2° 09′ 35″ E / 42.267862°N,2.159768°E          | bé integrant del patrimoni cultural català | Balneari Parramon (Ribes de Freser)     | Modifica les dades a Wikidata |
|        | Escoles públiques                       | Ribes de Freser | edifici                 | Estil: noucentisme                                           | 42° 18′ 20″ N, 2° 10′ 08″ E / 42.305569°N,2.168804°E 907 msnm | bé cultural d'interès local                | Institut Escola Vall de Ribes           | Modifica les dades a Wikidata |
|        | Escorxador municipal de Ribes de Freser | Ribes de Freser | edifici                 | Estil: noucentisme                                           | 42° 18′ 07″ N, 2° 10′ 03″ E / 42.302053°N,2.167464°E          | bé integrant del patrimoni cultural català | Escorxador municipal de Ribes de Freser | Modifica les dades a Wikidata |
|        | Hotel la Corba                          | Ribes de Freser | edifici edifici d'hotel | Estil: arquitectura modernista                               | 42° 15′ 49″ N, 2° 09′ 46″ E / 42.263505°N,2.162873°E          | bé integrant del patrimoni cultural català | Hotel la Corba (Ribes de Freser)        | Modifica les dades a Wikidata |
|        | Paperera del Freser                     | Ribes de Freser | edifici                 | Estil: arquitectura popular                                  | 42° 18′ 24″ N, 2° 10′ 12″ E / 42.306796°N,2.170126°E 909 msnm | bé integrant del patrimoni cultural català | Paperera del Freser                     | Modifica les dades a Wikidata |
|        | edifici d'Acabados Pirineos             | Ribes de Freser | edifici                 |                                                              | 42° 18′ 26″ N, 2° 09′ 53″ E / 42.307118°N,2.164856°E          | bé integrant del patrimoni cultural català | Edifici d'Acabados Pirineos             | Modifica les dades a Wikidata |

## entitat singular de població
| imatge | Nom               | Ubicat a        | instància de                                                                   | Detalls                 | coordenades                                                                   | Protecció | Commons (més fotos)          | Dades a WD                    |
| ------ | ----------------- | --------------- | ------------------------------------------------------------------------------ | ----------------------- | ----------------------------------------------------------------------------- | --------- | ---------------------------- | ----------------------------- |
|        | Armàncies         | Ribes de Freser | entitat singular de població                                                   | 13 hab                  | 42° 16′ 04″ N, 2° 09′ 31″ E / 42.2679°N,2.15864°E 886.833 msnm                |           |                              | Modifica les dades a Wikidata |
|        | Batet             | Ribes de Freser | entitat singular de població                                                   | 22 hab                  | 42° 19′ 35″ N, 2° 09′ 59″ E / 42.3264°N,2.16637°E 1124 msnm                   |           | Batet (Ribes de Freser)      | Modifica les dades a Wikidata |
|        | Bruguera          | Ribes de Freser | entitat singular de població ens local històric de Catalunya                   | 62 hab                  | 42° 16′ 42″ N, 2° 11′ 09″ E / 42.2783°N,2.18583°E 1169 msnm                   |           | Bruguera (Ribes de Freser)   | Modifica les dades a Wikidata |
|        | Ribes de Freser   | Ribes de Freser | entitat singular de població ens local històric de Catalunya capital municipal | 1670 hab                | 42° 18′ 15″ N, 2° 10′ 03″ E / 42.30417°N,2.16757°E 908 msnm                   |           |                              | Modifica les dades a Wikidata |
|        | Ribesaltes        | Ribes de Freser | entitat singular de població                                                   | 39 hab Superfície: 8km² | 42° 19′ 09″ N, 2° 10′ 51″ E / 42.3191767410239°N,2.18074323891801°E 1250 msnm |           | Ribesaltes (Ribes de Freser) | Modifica les dades a Wikidata |
|        | el Solà i Ventolà | Ribes de Freser | entitat singular de població ens local històric de Catalunya                   | 40 hab                  | 42° 19′ 04″ N, 2° 08′ 08″ E / 42.31790469°N,2.13544162°E 1303 msnm            |           |                              | Modifica les dades a Wikidata |

## església
| imatge | Nom                                        | Ubicat a        | instància de     | Detalls                      | coordenades                                                         | Protecció                   | Commons (més fotos)                                   | Dades a WD                    |
| ------ | ------------------------------------------ | --------------- | ---------------- | ---------------------------- | ------------------------------------------------------------------- | --------------------------- | ----------------------------------------------------- | ----------------------------- |
|        | Ermita de Sant Antoni de Pàdua             | Ribes de Freser | església         |                              | 42° 18′ 12″ N, 2° 09′ 32″ E / 42.303283°N,2.15892°E 1271 msnm       |                             | Sant Antoni de Ribes                                  | Modifica les dades a Wikidata |
|        | Mare de Déu del Roser                      | Ribes de Freser | església capella |                              | 42° 16′ 06″ N, 2° 09′ 34″ E / 42.2683807564979°N,2.15938109827256°E |                             | Mare de Déu del Roser del Balneari Parramon           | Modifica les dades a Wikidata |
|        | Sant Cristòfol de Ventolà                  | Ribes de Freser | església         | Estil: arquitectura romànica | 42° 19′ 04″ N, 2° 08′ 15″ E / 42.3177°N,2.13739°E                   | bé cultural d'interès local | Sant Cristòfol de Ventolà                             | Modifica les dades a Wikidata |
|        | Sant Esteve de Perramon                    | Ribes de Freser | església         |                              | 42° 16′ 29″ N, 2° 10′ 13″ E / 42.2748268769244°N,2.17019753550501°E |                             |                                                       | Modifica les dades a Wikidata |
|        | Sant Feliu de Bruguera                     | Ribes de Freser | església         |                              | 42° 16′ 37″ N, 2° 11′ 11″ E / 42.276811°N,2.186312°E                | bé cultural d'interès local | Sant Feliu de Bruguera                                | Modifica les dades a Wikidata |
|        | Santa Maria de Ribes                       | Ribes de Freser | església         |                              | 42° 18′ 22″ N, 2° 10′ 04″ E / 42.306145°N,2.16789°E                 | bé cultural d'interès local | Església de Santa Maria de Ribes de Freser            | Modifica les dades a Wikidata |
|        | capella de la Mare de Déu del Carme        | Ribes de Freser | església ermita  | Estil: arquitectura popular  | 42° 19′ 35″ N, 2° 09′ 58″ E / 42.32635°N,2.16609°E                  | bé cultural d'interès local | Capella de la Mare de Déu del Carme (Ribes de Freser) | Modifica les dades a Wikidata |
|        | capella de la Mare de Déu dels Desemparats | Ribes de Freser | església capella | Estil: arquitectura popular  | 42° 18′ 27″ N, 2° 10′ 11″ E / 42.30762°N,2.16975°E                  | bé cultural d'interès local |                                                       | Modifica les dades a Wikidata |

## estació de ferrocarril
| imatge | Nom                        | Ubicat a        | instància de                   | Detalls            | coordenades                                                                     | Protecció                   | Commons (més fotos)                              | Dades a WD                    |
| ------ | -------------------------- | --------------- | ------------------------------ | ------------------ | ------------------------------------------------------------------------------- | --------------------------- | ------------------------------------------------ | ----------------------------- |
|        | Estació de Ribes de Freser | Ribes de Freser | estació de ferrocarril         |                    | 42° 17′ 55″ N, 2° 09′ 55″ E / 42.29863888888889°N,2.1653611111111113°E 905 msnm |                             | Ribes de Freser train station                    | Modifica les dades a Wikidata |
|        | Estació de Ribes-Vila      | Ribes de Freser | estació de ferrocarril edifici | Estil: noucentisme | 42° 18′ 31″ N, 2° 10′ 18″ E / 42.308636111111°N,2.1716111111111°E               | bé cultural d'interès local | Estació de Vila de Ribes del Cremallera de Núria | Modifica les dades a Wikidata |

## font
| imatge | Nom                    | Ubicat a        | instància de                       | Detalls                     | coordenades                                                             | Protecció                                  | Commons (més fotos)    | Dades a WD                    |
| ------ | ---------------------- | --------------- | ---------------------------------- | --------------------------- | ----------------------------------------------------------------------- | ------------------------------------------ | ---------------------- | ----------------------------- |
|        | Fontaga                | Ribes de Freser | font aigua mineral                 | 1917                        | 42° 16′ 25″ N, 2° 09′ 36″ E / 42.273472222222225°N,2.1599166666666667°E |                                            |                        | Modifica les dades a Wikidata |
|        | Fontcristall           | Ribes de Freser | font marca comercial aigua mineral | 2012                        |                                                                         |                                            |                        | Modifica les dades a Wikidata |
|        | font de la Jaguda      | Ribes de Freser | font                               |                             | 42° 19′ 44″ N, 2° 07′ 53″ E / 42.3289179140988°N,2.13133937762453°E     |                                            |                        | Modifica les dades a Wikidata |
|        | font de la Margarideta | Ribes de Freser | font                               | Estil: arquitectura popular | 42° 18′ 34″ N, 2° 10′ 24″ E / 42.309422°N,2.17327°E                     | bé integrant del patrimoni cultural català | Font de la Margarideta | Modifica les dades a Wikidata |
|        | font de la Pedrosa     | Ribes de Freser | font                               |                             | 42° 16′ 45″ N, 2° 11′ 54″ E / 42.279298223967°N,2.1984372117412°E       |                                            |                        | Modifica les dades a Wikidata |
|        | font del Faig          | Ribes de Freser | font                               |                             | 42° 18′ 21″ N, 2° 09′ 03″ E / 42.3057301560175°N,2.15096160470747°E     |                                            |                        | Modifica les dades a Wikidata |
|        | font del Frare         | Ribes de Freser | font                               |                             | 42° 15′ 28″ N, 2° 10′ 38″ E / 42.2576486374002°N,2.17721203547439°E     |                                            |                        | Modifica les dades a Wikidata |

## masia
| imatge | Nom                 | Ubicat a        | instància de | Detalls                     | coordenades                                                                         | Protecció                                  | Commons (més fotos)             | Dades a WD                    |
| ------ | ------------------- | --------------- | ------------ | --------------------------- | ----------------------------------------------------------------------------------- | ------------------------------------------ | ------------------------------- | ----------------------------- |
|        | Ca l'Esteve         | Ribes de Freser | masia        |                             | 42° 19′ 37″ N, 2° 10′ 00″ E / 42.3268929723621°N,2.16672207004419°E Batet 1125 msnm |                                            | Ca l'Esteve (Ribes de Freser)   | Modifica les dades a Wikidata |
|        | Ca la Xeca          | Ribes de Freser | masia        |                             | 42° 17′ 04″ N, 2° 11′ 00″ E / 42.2845035741854°N,2.18331518244322°E                 |                                            |                                 | Modifica les dades a Wikidata |
|        | Cal Bam             | Ribes de Freser | masia        |                             | 42° 18′ 27″ N, 2° 08′ 51″ E / 42.3076041467558°N,2.14741779070674°E                 |                                            |                                 | Modifica les dades a Wikidata |
|        | Cal Costa           | Ribes de Freser | masia        |                             | 42° 19′ 34″ N, 2° 09′ 53″ E / 42.3260861225853°N,2.16475442634968°E                 |                                            |                                 | Modifica les dades a Wikidata |
|        | Cal Crespí          | Ribes de Freser | masia        |                             | 42° 19′ 33″ N, 2° 09′ 54″ E / 42.3257900118435°N,2.16490398408486°E                 |                                            |                                 | Modifica les dades a Wikidata |
|        | Cal Mayol           | Ribes de Freser | masia        | Estil: arquitectura popular | 42° 18′ 01″ N, 2° 10′ 16″ E / 42.300154°N,2.171065°E                                | bé integrant del patrimoni cultural català |                                 | Modifica les dades a Wikidata |
|        | Cal Pellisser       | Ribes de Freser | masia        |                             | 42° 18′ 02″ N, 2° 10′ 16″ E / 42.3005004900306°N,2.1710494185813°E 991 msnm         |                                            | Cal Pellisser (Ribes de Freser) | Modifica les dades a Wikidata |
|        | Cal Peres           | Ribes de Freser | masia        |                             | 42° 19′ 37″ N, 2° 09′ 55″ E / 42.3269638683315°N,2.16532538705482°E Batet 1145 msnm |                                            | Cal Peres                       | Modifica les dades a Wikidata |
|        | Cal Perramon        | Ribes de Freser | masia        | Estil: arquitectura popular | 42° 16′ 30″ N, 2° 10′ 09″ E / 42.275073°N,2.169265°E                                | bé integrant del patrimoni cultural català |                                 | Modifica les dades a Wikidata |
|        | Cal Querol          | Ribes de Freser | masia        |                             | 42° 17′ 56″ N, 2° 09′ 26″ E / 42.2988956375834°N,2.15721625137619°E                 |                                            |                                 | Modifica les dades a Wikidata |
|        | Cal Queró           | Ribes de Freser | masia        |                             | 42° 19′ 15″ N, 2° 10′ 59″ E / 42.320968347671°N,2.18318356024674°E                  |                                            |                                 | Modifica les dades a Wikidata |
|        | Cal Quintana        | Ribes de Freser | masia        |                             | 42° 19′ 36″ N, 2° 09′ 58″ E / 42.3265288826907°N,2.16619285399938°E Batet 1139 msnm |                                            | Cal Quintana (Ribes de Freser)  | Modifica les dades a Wikidata |
|        | Cal Rat-penat       | Ribes de Freser | masia        |                             | 42° 18′ 31″ N, 2° 11′ 01″ E / 42.3086247346921°N,2.18370717522336°E                 |                                            |                                 | Modifica les dades a Wikidata |
|        | Cal Rosset          | Ribes de Freser | masia        |                             | 42° 17′ 59″ N, 2° 09′ 14″ E / 42.2996717304144°N,2.15376050257131°E                 |                                            |                                 | Modifica les dades a Wikidata |
|        | Cal Sineu           | Ribes de Freser | masia        |                             | 42° 18′ 58″ N, 2° 11′ 05″ E / 42.3162150193648°N,2.1847133559098°E                  |                                            |                                 | Modifica les dades a Wikidata |
|        | Cal Sirineu         | Ribes de Freser | masia        |                             | 42° 19′ 04″ N, 2° 10′ 44″ E / 42.317722709903°N,2.17891755650627°E                  |                                            |                                 | Modifica les dades a Wikidata |
|        | Cal Torroella       | Ribes de Freser | masia        | Estil: arquitectura popular | 42° 17′ 21″ N, 2° 09′ 45″ E / 42.289204°N,2.162566°E                                | bé integrant del patrimoni cultural català |                                 | Modifica les dades a Wikidata |
|        | Cal Troi            | Ribes de Freser | masia        |                             | 42° 17′ 55″ N, 2° 09′ 27″ E / 42.2987085781013°N,2.15749777048186°E                 |                                            |                                 | Modifica les dades a Wikidata |
|        | Cal Xela            | Ribes de Freser | masia        |                             | 42° 19′ 37″ N, 2° 09′ 54″ E / 42.3270608932682°N,2.16504495445621°E Batet 1149 msnm |                                            | Cal Xela (Ribes de Freser)      | Modifica les dades a Wikidata |
|        | Can Baldric         | Ribes de Freser | masia        |                             | 42° 19′ 36″ N, 2° 09′ 56″ E / 42.3266508063055°N,2.16562081079176°E Batet 1130 msnm |                                            | Can Baldric (Ribes de Freser)   | Modifica les dades a Wikidata |
|        | Can Batet           | Ribes de Freser | masia        |                             | 42° 18′ 47″ N, 2° 10′ 31″ E / 42.3131575104517°N,2.17527594528266°E                 |                                            |                                 | Modifica les dades a Wikidata |
|        | Can Cerdà           | Ribes de Freser | masia        | Estat: ruïnós               | 42° 19′ 40″ N, 2° 10′ 25″ E / 42.3278522983958°N,2.17359114671934°E 1128 msnm       |                                            | Can Cerdà (Ribes de Freser)     | Modifica les dades a Wikidata |
|        | Can Cigala          | Ribes de Freser | masia        |                             | 42° 19′ 07″ N, 2° 10′ 54″ E / 42.3186693345251°N,2.18157502457059°E                 |                                            |                                 | Modifica les dades a Wikidata |
|        | Can Maurí           | Ribes de Freser | masia        |                             | 42° 19′ 09″ N, 2° 11′ 07″ E / 42.3190652506127°N,2.18531973838237°E                 |                                            |                                 | Modifica les dades a Wikidata |
|        | Can Nadal           | Ribes de Freser | masia        |                             | 42° 19′ 01″ N, 2° 10′ 40″ E / 42.3169125484537°N,2.1777145887039°E                  |                                            |                                 | Modifica les dades a Wikidata |
|        | Can Paloca          | Ribes de Freser | masia        |                             | 42° 19′ 02″ N, 2° 08′ 51″ E / 42.317133878818°N,2.14759253197913°E                  |                                            |                                 | Modifica les dades a Wikidata |
|        | Can Planers         | Ribes de Freser | masia        |                             | 42° 19′ 18″ N, 2° 10′ 54″ E / 42.3217057467906°N,2.18176625440719°E                 |                                            |                                 | Modifica les dades a Wikidata |
|        | Can Possons         | Ribes de Freser | masia        |                             | 42° 19′ 01″ N, 2° 09′ 48″ E / 42.3169978219069°N,2.16335775157017°E 1088 msnm       |                                            | Can Possons                     | Modifica les dades a Wikidata |
|        | Can Pous            | Ribes de Freser | masia        | Estil: arquitectura popular | 42° 16′ 38″ N, 2° 11′ 09″ E / 42.27732°N,2.185699°E                                 | bé cultural d'interès local                |                                 | Modifica les dades a Wikidata |
|        | Can Riu             | Ribes de Freser | masia        | Estil: arquitectura popular | 42° 16′ 38″ N, 2° 11′ 13″ E / 42.277212°N,2.186961°E                                | bé cultural d'interès local                |                                 | Modifica les dades a Wikidata |
|        | Can Segimon         | Ribes de Freser | masia        |                             | 42° 19′ 16″ N, 2° 11′ 01″ E / 42.3209988200615°N,2.18366859773891°E                 |                                            |                                 | Modifica les dades a Wikidata |
|        | Coma                | Ribes de Freser | masia        |                             | 42° 18′ 54″ N, 2° 11′ 08″ E / 42.3150229249471°N,2.18551749536414°E                 |                                            |                                 | Modifica les dades a Wikidata |
|        | Estegalella         | Ribes de Freser | masia        |                             | 42° 15′ 19″ N, 2° 09′ 44″ E / 42.2552518449081°N,2.16212559850303°E                 |                                            |                                 | Modifica les dades a Wikidata |
|        | Mas Conill          | Ribes de Freser | masia        |                             | 42° 18′ 21″ N, 2° 11′ 22″ E / 42.3059182315067°N,2.18939607228734°E                 |                                            |                                 | Modifica les dades a Wikidata |
|        | Segura              | Ribes de Freser | masia        |                             | 42° 18′ 58″ N, 2° 09′ 48″ E / 42.316009°N,2.163278°E 1097 msnm                      |                                            |                                 | Modifica les dades a Wikidata |
|        | Torre dels Alemanys | Ribes de Freser | masia        |                             | 42° 18′ 33″ N, 2° 09′ 44″ E / 42.3091009301678°N,2.16232179174386°E                 |                                            |                                 | Modifica les dades a Wikidata |
|        | Ventaiola           | Ribes de Freser | masia        |                             | 42° 18′ 58″ N, 2° 10′ 10″ E / 42.3162216619386°N,2.16932625341521°E                 |                                            |                                 | Modifica les dades a Wikidata |
|        | Vilardell           | Ribes de Freser | masia        |                             | 42° 20′ 11″ N, 2° 10′ 31″ E / 42.3364470199006°N,2.17525087642635°E 1135 msnm       |                                            | Vilardell (Ribes de Freser)     | Modifica les dades a Wikidata |
|        | el Casot            | Ribes de Freser | masia        |                             | 42° 15′ 14″ N, 2° 10′ 00″ E / 42.2539246340799°N,2.16661652291626°E                 |                                            |                                 | Modifica les dades a Wikidata |
|        | el Mas              | Ribes de Freser | masia        |                             | 42° 18′ 34″ N, 2° 10′ 57″ E / 42.3093185021105°N,2.18248485625908°E                 |                                            |                                 | Modifica les dades a Wikidata |
|        | el Sagnari          | Ribes de Freser | masia        |                             | 42° 15′ 30″ N, 2° 10′ 15″ E / 42.25838788941°N,2.1708176849442°E                    |                                            |                                 | Modifica les dades a Wikidata |
|        | el Serrat Roig      | Ribes de Freser | masia        |                             | 42° 16′ 26″ N, 2° 10′ 58″ E / 42.2738895300403°N,2.18263974629632°E                 |                                            |                                 | Modifica les dades a Wikidata |
|        | la Casa Freda       | Ribes de Freser | masia        |                             | 42° 19′ 44″ N, 2° 10′ 51″ E / 42.3288950367163°N,2.18084774412837°E                 |                                            |                                 | Modifica les dades a Wikidata |
|        | la Casassa          | Ribes de Freser | masia        | Estil: arquitectura popular | 42° 17′ 57″ N, 2° 09′ 29″ E / 42.299137°N,2.15811°E                                 | bé integrant del patrimoni cultural català | La Casassa (Ribes de Freser)    | Modifica les dades a Wikidata |
|        | la Gonàs            | Ribes de Freser | masia        |                             | 42° 16′ 45″ N, 2° 11′ 06″ E / 42.2791308219138°N,2.18513096480541°E                 |                                            |                                 | Modifica les dades a Wikidata |
|        | la Torre            | Ribes de Freser | masia        |                             | 42° 17′ 58″ N, 2° 10′ 12″ E / 42.2994576036153°N,2.17005617147527°E                 |                                            |                                 | Modifica les dades a Wikidata |

## molí d'aigua
| imatge | Nom               | Ubicat a        | instància de | Detalls | coordenades                                                         | Protecció | Commons (més fotos) | Dades a WD                    |
| ------ | ----------------- | --------------- | ------------ | ------- | ------------------------------------------------------------------- | --------- | ------------------- | ----------------------------- |
|        | Molí d'en Gorra   | Ribes de Freser | molí d'aigua |         | 42° 17′ 43″ N, 2° 09′ 58″ E / 42.2952221422694°N,2.16597517413991°E |           |                     | Modifica les dades a Wikidata |
|        | Molí de Perramon  | Ribes de Freser | molí d'aigua |         | 42° 16′ 32″ N, 2° 10′ 31″ E / 42.2756028336397°N,2.17538986953695°E |           |                     | Modifica les dades a Wikidata |
|        | el Molí d'en Sard | Ribes de Freser | molí d'aigua |         | 42° 18′ 30″ N, 2° 09′ 47″ E / 42.3082418331905°N,2.16307331625364°E |           |                     | Modifica les dades a Wikidata |

## muntanya
| imatge | Nom                             | Ubicat a                        | instància de | Detalls | coordenades                                                             | Protecció | Commons (més fotos)                 | Dades a WD                    |
| ------ | ------------------------------- | ------------------------------- | ------------ | ------- | ----------------------------------------------------------------------- | --------- | ----------------------------------- | ----------------------------- |
|        | Puig Cornador (Ribes de Freser) | Ribes de Freser                 | muntanya     |         | 42° 19′ 53″ N, 2° 11′ 59″ E / 42.33138889°N,2.19972222°E 1800 msnm      |           | Puig Cornador (Ribes de Freser)     | Modifica les dades a Wikidata |
|        | Roca de la Creu                 | Ribes de Freser                 | muntanya     |         | 42° 18′ 27″ N, 2° 10′ 03″ E / 42.3074°N,2.1675°E 998.6 msnm             |           | Granòfir de Ribes (Ribes de Freser) | Modifica les dades a Wikidata |
|        | Roca del Quer                   | Ribes de Freser                 | muntanya     |         | 42° 17′ 59″ N, 2° 08′ 56″ E / 42.29971944°N,2.14893056°E 1268.4 msnm    |           |                                     | Modifica les dades a Wikidata |
|        | Serrat de Perapinta             | Ribes de Freser                 | muntanya     |         | 42° 17′ 10″ N, 2° 10′ 32″ E / 42.28603444°N,2.17556111°E 1351.7 msnm    |           |                                     | Modifica les dades a Wikidata |
|        | Serrat de la Caritat            | Planoles Ribes de Freser        | muntanya     |         | 42° 19′ 36″ N, 2° 07′ 28″ E / 42.3268°N,2.1244°E 1893.6 msnm            |           |                                     | Modifica les dades a Wikidata |
|        | Taga                            | Ribes de Freser Ogassa Pardines | muntanya     |         | 42° 16′ 51″ N, 2° 12′ 36″ E / 42.2807720623°N,2.20988746608°E 2040 msnm |           | Taga                                | Modifica les dades a Wikidata |
|        | Turó de Segura                  | Ribes de Freser                 | muntanya     |         | 42° 18′ 48″ N, 2° 09′ 50″ E / 42.3132°N,2.16386°E 1122.4 msnm           |           |                                     | Modifica les dades a Wikidata |
|        | el Cuàs                         | Campdevànol Ribes de Freser     | muntanya     |         | 42° 15′ 26″ N, 2° 08′ 13″ E / 42.2572°N,2.13689°E 1418.6 msnm           |           | El Cuàs                             | Modifica les dades a Wikidata |
|        | els Coforns                     | Ribes de Freser                 | muntanya     |         | 42° 18′ 19″ N, 2° 09′ 32″ E / 42.3053°N,2.15883°E 1259 msnm             |           | Els Coforns                         | Modifica les dades a Wikidata |

## nucli de població
| imatge | Nom        | Ubicat a        | instància de      | Detalls | coordenades                                                       | Protecció | Commons (més fotos)       | Dades a WD                    |
| ------ | ---------- | --------------- | ----------------- | ------- | ----------------------------------------------------------------- | --------- | ------------------------- | ----------------------------- |
|        | Ventolà    | Ribes de Freser | nucli de població |         | 42° 19′ 05″ N, 2° 08′ 08″ E / 42.318043°N,2.135497°E 1307 msnm    |           | Ventolà (Ribes de Freser) | Modifica les dades a Wikidata |
|        | el Solà    | Ribes de Freser | nucli de població |         | 42° 19′ 01″ N, 2° 07′ 31″ E / 42.31683°N,2.12521°E                |           |                           | Modifica les dades a Wikidata |
|        | la Massana | Ribes de Freser | nucli de població |         | 42° 17′ 56″ N, 2° 10′ 17″ E / 42.298920050698°N,2.1714992227039°E |           |                           | Modifica les dades a Wikidata |

## oratori
| imatge | Nom                     | Ubicat a        | instància de    | Detalls | coordenades                                                    | Protecció | Commons (més fotos)                  | Dades a WD                    |
| ------ | ----------------------- | --------------- | --------------- | ------- | -------------------------------------------------------------- | --------- | ------------------------------------ | ----------------------------- |
|        | Mare de Déu de Gràcia   | Ribes de Freser | oratori capella |         | 42° 18′ 34″ N, 2° 10′ 20″ E / 42.30953°N,2.172139°E            |           | Mare de Déu de Gràcia de Ribes       | Modifica les dades a Wikidata |
|        | Mare de Déu de les Neus | Ribes de Freser | oratori         |         | 42° 19′ 03″ N, 2° 10′ 59″ E / 42.317443°N,2.182999°E 1107 msnm |           | Mare de Déu de les Neus (Ribesaltes) | Modifica les dades a Wikidata |

## pedrera
| imatge | Nom                 | Ubicat a        | instància de | Detalls | coordenades                                                         | Protecció | Commons (més fotos) | Dades a WD                    |
| ------ | ------------------- | --------------- | ------------ | ------- | ------------------------------------------------------------------- | --------- | ------------------- | ----------------------------- |
|        | Pedrera del Sagnari | Ribes de Freser | pedrera      |         | 42° 15′ 25″ N, 2° 09′ 54″ E / 42.2570465768345°N,2.16493874128877°E |           |                     | Modifica les dades a Wikidata |
|        | la Pedrera          | Ribes de Freser | pedrera      |         | 42° 17′ 31″ N, 2° 11′ 16″ E / 42.2918924334909°N,2.1876593822536°E  |           |                     | Modifica les dades a Wikidata |

## pont
| imatge | Nom                        | Ubicat a                 | instància de | Detalls                                                                           | coordenades                                                                                      | Protecció                   | Commons (més fotos)      | Dades a WD                    |
| ------ | -------------------------- | ------------------------ | ------------ | --------------------------------------------------------------------------------- | ------------------------------------------------------------------------------------------------ | --------------------------- | ------------------------ | ----------------------------- |
|        | Pont de la Cabreta         | Ripollès Ribes de Freser | pont         | Travessa: el Freser                                                               | 42° 14′ 59″ N, 2° 09′ 53″ E / 42.24979°N,2.1647°E                                                | bé cultural d'interès local | Pont de la Cabreta       | Modifica les dades a Wikidata |
|        | Pont del Balneari Montagut | Ribes de Freser          | pont         | Travessa: el Freser                                                               | 42° 16′ 35″ N, 2° 09′ 38″ E / 42.2764234032765°N,2.1606324611807°E                               |                             |                          | Modifica les dades a Wikidata |
|        | pont de Coma               | Ribes de Freser          | pont         | Estil: arquitectura popular 19th century Travessa: riu Segadell                   | 42° 18′ 51″ N, 2° 11′ 18″ E / 42.31413°N,2.188201°E ca:Carretera GIV-5262, a Ribesaltes 971 msnm | bé cultural d'interès local |                          | Modifica les dades a Wikidata |
|        | pont de Ribes              | Ribes de Freser          | pont         | Estil: arquitectura popular 19th century Travessa: Rigard Hi passa: N-260 Alt: 4m | 42° 18′ 21″ N, 2° 10′ 01″ E / 42.30592°N,2.166961°E 907 msnm                                     | bé cultural d'interès local | Pont de Ribes            | Modifica les dades a Wikidata |
|        | ponts de Ribes de Freser   | Ribes de Freser          | pont         |                                                                                   | 42° 18′ 21″ N, 2° 10′ 01″ E / 42.3059702°N,2.1669158°E                                           |                             | Ponts de Ribes de Freser | Modifica les dades a Wikidata |

## serra
| imatge | Nom                               | Ubicat a                        | instància de | Detalls | coordenades                                                                   | Protecció | Commons (més fotos) | Dades a WD                    |
| ------ | --------------------------------- | ------------------------------- | ------------ | ------- | ----------------------------------------------------------------------------- | --------- | ------------------- | ----------------------------- |
|        | Serra de Conivella                | Ogassa Pardines Ribes de Freser | serra        |         | 42° 17′ 07″ N, 2° 12′ 12″ E / 42.2853°N,2.20342°E                             |           | Serra de Conivella  | Modifica les dades a Wikidata |
|        | Serra de l'Home (Ribes de Freser) | Ribes de Freser                 | serra        |         | 42° 16′ 30″ N, 2° 11′ 56″ E / 42.2749°N,2.19882°E Ribes de Freser 2038.3 msnm |           |                     | Modifica les dades a Wikidata |
|        | serra de Sant Amand               | Ogassa Ribes de Freser          | serra        |         | 42° 15′ 55″ N, 2° 12′ 26″ E / 42.26533611°N,2.20730833°E                      |           | Serra de Sant Amand | Modifica les dades a Wikidata |
|        | serra del Castell                 | Ribes de Freser                 | serra        |         | 42° 19′ 15″ N, 2° 09′ 00″ E / 42.3209°N,2.14992°E 1478.8 msnm                 |           |                     | Modifica les dades a Wikidata |

## Misc
| imatge | Nom                                            | Ubicat a                 | instància de                                   | Detalls                                                                 | coordenades | Protecció                                  | Commons (més fotos)                     | Dades a WD                    |
| ------ | ---------------------------------------------- | ------------------------ | ---------------------------------------------- | ----------------------------------------------------------------------- | --- | ------------------------------------------ | --------------------------------------- | ----------------------------- |
|        | Can Xafa-rates                                 | Ribes de Freser          | cabana                                         |                                                                         | 42° 17′ 57″ N, 2° 10′ 46″ E / 42.299128246468°N,2.1793532926963°E                                                   |                                            |                                         | Modifica les dades a Wikidata |
|        | Central Hidroelèctrica de Montagut             | Ribes de Freser          | central hidroelèctrica                         | Estil: historicisme arquitectònic 20th century                          | 42° 16′ 41″ N, 2° 09′ 37″ E / 42.278152°N,2.160169°E ca:carretera de Ribes                                          | bé cultural d'interès local                | Central Hidroelèctrica de Montagut      | Modifica les dades a Wikidata |
|        | Coll de Jou                                    | Ribes de Freser Ogassa   | collada                                        |                                                                         | 42° 16′ 17″ N, 2° 12′ 33″ E / 42.2713°N,2.20914°E 1636 msnm                                                         |                                            | Coll de Jou (Ogassa/Ribes de Freser)    | Modifica les dades a Wikidata |
|        | Colònia Recolons                               | Ribes de Freser          | colònia tèxtil edifici                         | Estil: arquitectura modernista arquitectura eclèctica                   | 42° 18′ 41″ N, 2° 10′ 14″ E / 42.3115°N,2.17049°E ca:Carretera de Queralbs                                          | bé integrant del patrimoni cultural català | Colònia Recolons                        | Modifica les dades a Wikidata |
|        | Cremallera de Núria                            | Ribes de Freser Queralbs | línia de ferrocarril ferrocarril de cremallera | Llarg: 12.491km                                                         | 42° 23′ 44″ N, 2° 09′ 15″ E / 42.39556°N,2.15417°E                                                                  |                                            | Cremallera Vall de Núria                | Modifica les dades a Wikidata |
|        | Escoles municipals antigues                    | Ribes de Freser          | edifici escolar                                | Estil: arquitectura eclèctica                                           | 42° 18′ 23″ N, 2° 10′ 09″ E / 42.306371111111°N,2.1691611111111°E                                                   | bé integrant del patrimoni cultural català |                                         | Modifica les dades a Wikidata |
|        | Hotel Prats                                    | Ribes de Freser          | edifici d'hotel                                |                                                                         | 42° 18′ 19″ N, 2° 10′ 02″ E / 42.305402°N,2.167261°E                                                                |                                            | Hotel Prats (Ribes de Freser)           | Modifica les dades a Wikidata |
|        | Monument als donants de sang a Ribes de Freser | Ribes de Freser          | monument                                       | Creador: Joan Llompart i Caralt 2003-02-16 Anomenat per: donant de sang | 42° 18′ 18″ N, 2° 10′ 09″ E / 42.30511666666666°N,2.1691166666666666°E                                              |                                            |                                         | Modifica les dades a Wikidata |
|        | Passeig Àngel Guimerà                          | Ribes de Freser          | carrer                                         |                                                                         | 42° 18′ 20″ N, 2° 10′ 07″ E / 42.305662°N,2.168621°E                                                                | bé integrant del patrimoni cultural català | Passeig Àngel Guimerà (Ribes de Freser) | Modifica les dades a Wikidata |
|        | Taga                                           | Ribes de Freser          | vèrtex geodèsic                                | Alt: 1.2m                                                               | 42° 16′ 51″ N, 2° 12′ 36″ E / 42.280746°N,2.209909°E 2039.889 msnm                                                  |                                            |                                         | Modifica les dades a Wikidata |
|        | Túnel de Rialb                                 | Ribes de Freser          | túnel                                          |                                                                         | 42° 20′ 10″ N, 2° 10′ 14″ E / 42.3361887084407°N,2.17065368122203°E                                                 |                                            |                                         | Modifica les dades a Wikidata |
|        | Vall del Segadell                              | Ribes de Freser          | vall                                           |                                                                         | 42° 18′ 02″ N, 2° 16′ 19″ E / 42.30069444°N,2.27202778°E 2206 910 msnm                                              |                                            | Vall del Segadell                       | Modifica les dades a Wikidata |
|        | casa consistorial de Ribes de Freser           | Ribes de Freser          | casa consistorial                              |                                                                         | 42° 18′ 23″ N, 2° 10′ 03″ E / 42.3062912°N,2.1676045°E                                                              |                                            | Ajuntament de Ribes de Freser           | Modifica les dades a Wikidata |
|        | parc del Brollador                             | Ribes de Freser          | parc                                           | Estil: arquitectura popular 20th century                                | 42° 18′ 21″ N, 2° 10′ 09″ E / 42.305862°N,2.169264°E ca:P. d'Àngel Guimerà - P. del Taga, Ribes de Fresser 908 msnm | bé integrant del patrimoni cultural català | Parc del Brollador                      | Modifica les dades a Wikidata |
|        | refugi de Pla d'Erola                          | Ribes de Freser          | refugi de muntanya                             |                                                                         | 42° 20′ 10″ N, 2° 11′ 32″ E / 42.3361°N,2.19222°E ca:Veïnat de Ribesaltes 1522 msnm                                 |                                            | Refugi de Pla d'Erola                   | Modifica les dades a Wikidata |